# Számlavázlat-kivonat
A számlavázlat-kivonat olyan számviteli kimutatás, ami a könyvelés módszerét foglalja össze. A főkönyvi kivonathoz hasonlóan kell összeállítani azzal az eltéréssel, hogy ebben a kimutatásban az összegszerűség helyett a szakmai tartalom kerül az előtérbe.

## Könyvek
- A főkönyvi könyvelés ellenőrzése. Budapest, Makösz Szövetkezet, 2011. ISBN 978-963-08-2678-5

## Folyóiratcikkek
- Balázs Péter, Aladics Anikó: Betekintés a könyvelési rendszer titkaiba. A MAGYAR KÖNYVVIZSGÁLÓI KAMARA LAPJA 8. évfolyam 12. szám.